# Porcellio monardi
Porcellio monardi là một loài chân đều trong họ Porcellionidae. Loài này được Brian miêu tả khoa học năm 1953.